# Circonscriptions législatives de la province de Leyte
La province de Leyte aux Philippines est constituée de cinq circonscriptions législatives, chacune représentée par un député à la Chambre des représentants. 

## Histoire
Leyte comptait quatre circonscriptions de 1907 à 1931, avant qu'une cinquième ne soit créée par l'acte républicain no 3788. En 1959, la création de la province de Leyte du Sud ramène le nombre de circonscriptions à quatre. Sous le régime de Ferdinand Marcos la province est intégrée à la Région VIII de 1978 à 1984, puis cinq circonscriptions se recréées en 1986. La province de Biliran, qui votait autrefois dans la circonscription, devient indépendante en 1992.

## Première circonscription
- Villes : Tacloban
- Municipalités : Alangalang, Babatngon, Palo, San Miguel, Santa Fe, Tanauan, Tolosa

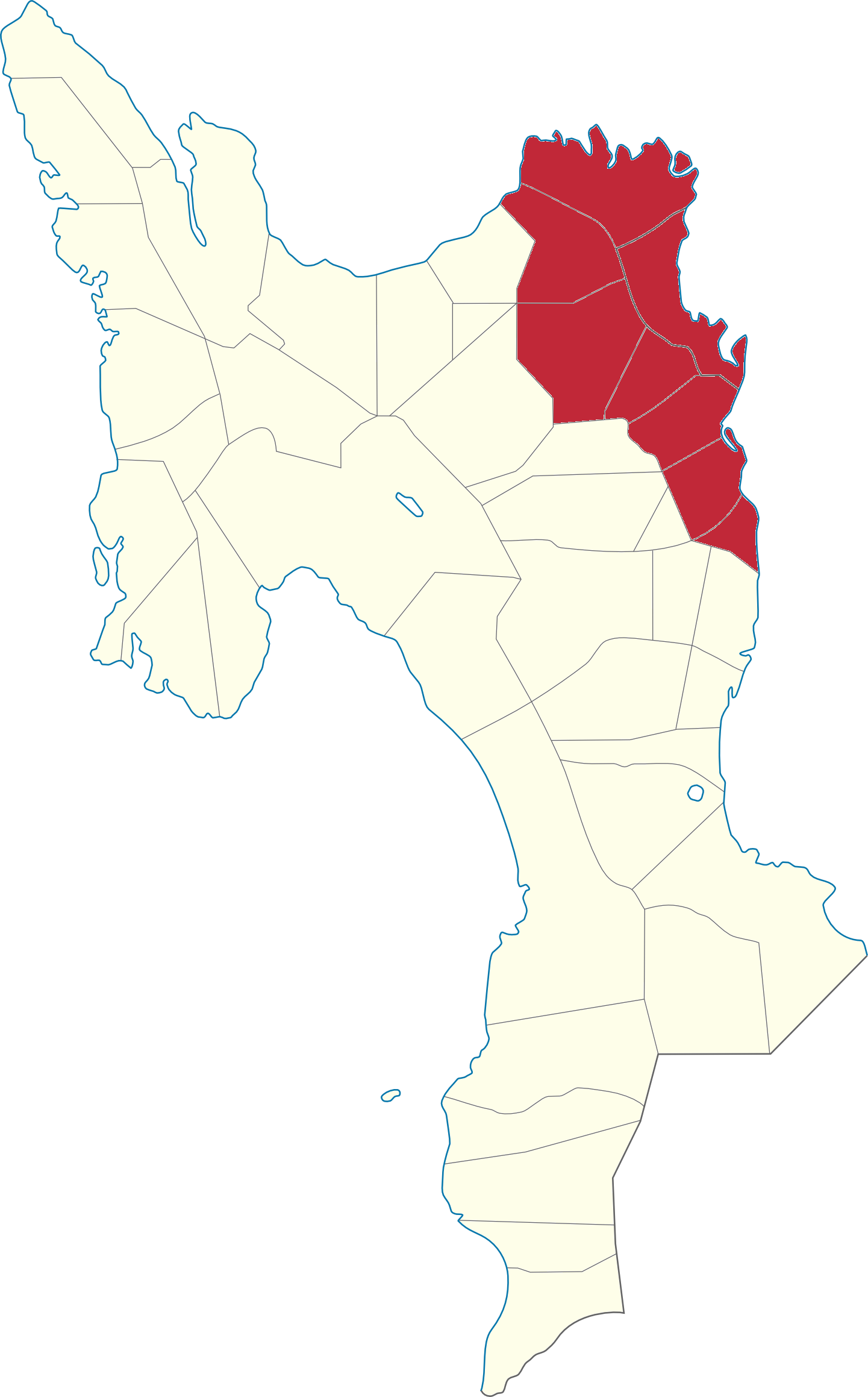
Carte de la première circonscription.

- Population (2015) : 511 031

| Période               | Député                        |
| --------------------- | ----------------------------- |
| 8e Congrès 1987-1992  | Cirilo Roy G. Montejo         |
| 9e Congrès 1992-1995  | Cirilo Roy G. Montejo         |
| 10e Congrès 1995-1998 | Imelda R. Marcos              |
| 11e Congrès 1998-2001 | Alfred S. Romualdez           |
| 12e Congrès 2001-2004 | Mario Teodoro E. Failon       |
| 13e Congrès 2004-2007 | Remedios L. Petilla           |
| 14e Congrès 2007-2010 | Ferdinand Martin G. Romualdez |
| 15e Congrès 2010-2013 | Ferdinand Martin G. Romualdez |
| 16e Congrès 2013-2016 | Ferdinand Martin G. Romualdez |
| 17e Congrès 2016-2019 | Yedda Marie Romualdez         |

1. ↑  Prend ses fonctions le 27 octobre 1995 après que la Cour suprême des Philippines ait vérifié qu'elle remplit les critères de résidence pour être élue.

### 1907-1931
- Municipalités : Baybay, Caibiran, Kawayan, Leyte, Merida, Naval, Ormoc, Palompon, San Isidro, Biliran, Villaba, Maripipi, Albuera, Calubian

| Période                              | Député              |
| ------------------------------------ | ------------------- |
| 1re législature philippine 1907-1909 | Quiremon Alkuino    |
| 2e législature philippine 1909-1912  | Estanislao Granados |
| 3e législature philippine 1912-1916  | Estanislao Granados |
| 4e législature philippine 1916-1919  | Manuel Veloso       |
| 5e législature philippine 1919-1922  | Francisco D. Enage  |
| 6e législature philippine 1922-1925  | Carlos Tan          |
| 7e législature philippine 1925-1928  | Juan Veloso         |
| 8e législature philippine 1928-1931  | Bernardo Torres     |

### 1931-1961
- Municipalités : Biliran, Caibiran, Calubian, Kawayan, Leyte, Maripipi, Merida, Naval, Palompon, San Isidro, Villaba, Isabel, Almeria, Cabucgayan, Tabango, Culaba, Matag-ob

| Période                              | Député              |
| ------------------------------------ | ------------------- |
| 9e législature philippine 1931-1934  | Carlos Tan          |
| 10e législature philippine 1934-1935 | Carlos Tan          |
| 1re Assemblée nationale 1935-1938    | Jose Ma. Veloso     |
| 2e Assemblée nationale 1938-1941     | Carlos Tan          |
| 3e Assemblée nationale 1941-1946     | Mateo Canonoy       |
| 1er Congrès 1946-1949                | Carlos Tan          |
| 2e Congrès 1949-1953                 | Mateo Canonoy       |
| 3e Congrès 1953-1957                 | Carlos Tan          |
| 4e Congrès 1957-1961                 | Marcelino R. Veloso |

1. ↑  Proclamé sénateur en 1949.

### 1961-1972
- Villes et municipalités : Abuyog, Babatngon, Dulag, Javier, MacArthur, Mahaplag, Mayorga, Palo, San Miguel, Santa Fe, Tacloban, Tanauan, Tolosa

| Période              | Député              |
| -------------------- | ------------------- |
| 5e Congrès 1961-1965 | Daniel Z. Romualdez |
| 6e Congrès 1965-1969 | Artemio E. Mate     |
| 7e Congrès 1969-1972 | Artemio E. Mate     |

## Deuxième circonscription
- Municipalités : Barugo, Burauen, Capoocan, Carigara, Dagami, Dulag, Jaro, Julita, La Paz, MacArthur, Mayorga, Pastrana, Tabontabon, Tunga

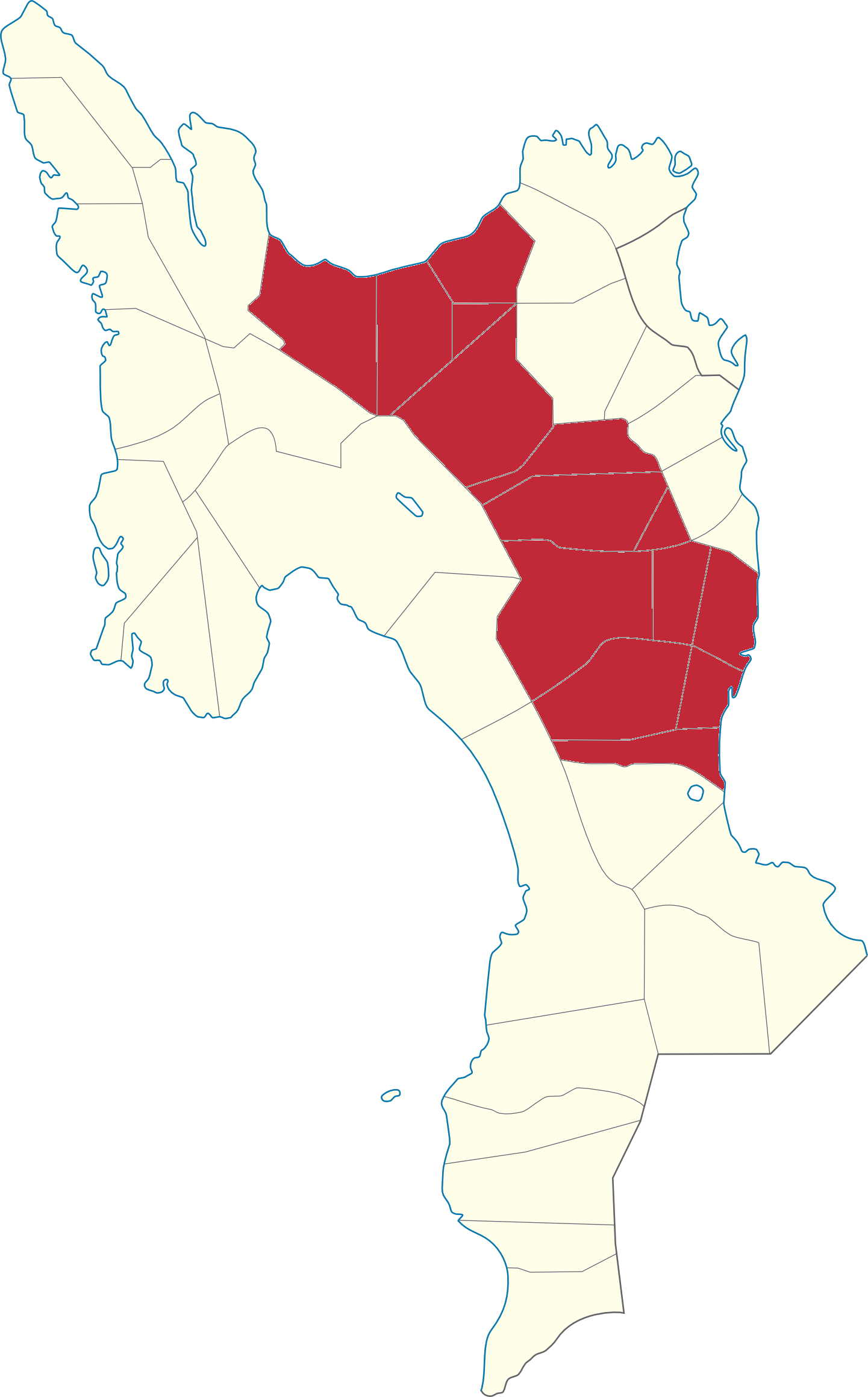
Carte de la deuxième circonscription.

- Population (2015) : 406 359

| Période               | Député                    |
| --------------------- | ------------------------- |
| 8e Congrès 1987-1992  | Manuel L. Horca, Jr.      |
| 9e Congrès 1992-1995  | Sergio Antonio F. Apostol |
| 10e Congrès 1995-1998 | Sergio Antonio F. Apostol |
| 11e Congrès 1998-2001 | Sergio Antonio F. Apostol |
| 12e Congrès 2001-2004 | Trinidad G. Apostol       |
| 13e Congrès 2004-2007 | Trinidad G. Apostol       |
| 14e Congrès 2007-2010 | Trinidad G. Apostol       |
| 15e Congrès 2010-2013 | Sergio Antonio F. Apostol |
| 16e Congrès 2013-2016 | Sergio Antonio F. Apostol |
| 17e Congrès 2016-2019 | Henry Ong                 |

### 1907-1931
- Municipalités : Bato, San Juan, Hilongos, Hindang, Inopacan, Liloan, Maasin, Malitbog, Matalom, Pintuyan, Sogod, Macrohon, Libagon

| Période                              | Député               |
| ------------------------------------ | -------------------- |
| 1re législature philippine 1907-1909 | Florentino Peñaranda |
| 2e législature philippine 1909-1912  | Francisco Zialcita   |
| 3e législature philippine 1912-1916  | Dalmacio Costas      |
| 4e législature philippine 1916-1919  | Dalmacio Costas      |
| 5e législature philippine 1919-1922  | Ciriaco K. Kangleon  |
| 6e législature philippine 1922-1925  | Tomas Oppus          |
| 7e législature philippine 1925-1928  | Tomas Oppus          |
| 8e législature philippine 1928-1931  | Tomas Oppus          |

### 1931-1961
- Municipalités : Albuera, Bato, Baybay, Hilongos, Hindang, Inopacan, Matalom, Ormoc, Kananga

| Période                              | Député           |
| ------------------------------------ | ---------------- |
| 9e législature philippine 1931-1934  | Pacifico Ybañez  |
| 10e législature philippine 1934-1935 | Dominador M. Tan |
| 1re Assemblée nationale 1935-1938    | Dominador M. Tan |
| 2e Assemblée nationale 1938-1941     | Dominador M. Tan |
| 3e Assemblée nationale 1941-1946     | Dominador M. Tan |
| 1er Congrès 1946-1949                | Domingo Veloso   |
| 2e Congrès 1949-1953                 | Domingo Veloso   |
| 3e Congrès 1953-1957                 | Domingo Veloso   |
| 4e Congrès 1957-1961                 | Alberto Aguja    |

### 1961-1972
- Municipalités : Alangalang, Barugo, Burauen, Capoocan, Carigara, Dagami, Jaro, Julita, La Paz, Pastrana, Tabontabon, Tunga

| Période              | Député                  |
| -------------------- | ----------------------- |
| 5e Congrès 1961-1965 | Primo Avestruz Villasin |
| 6e Congrès 1965-1969 | Salud Vivero Parreño    |
| 7e Congrès 1969-1972 | Salud Vivero Parreño    |

## Troisième circonscription
- Municipalités : Calubian, Leyte, San Isidro, Tabango, Villaba

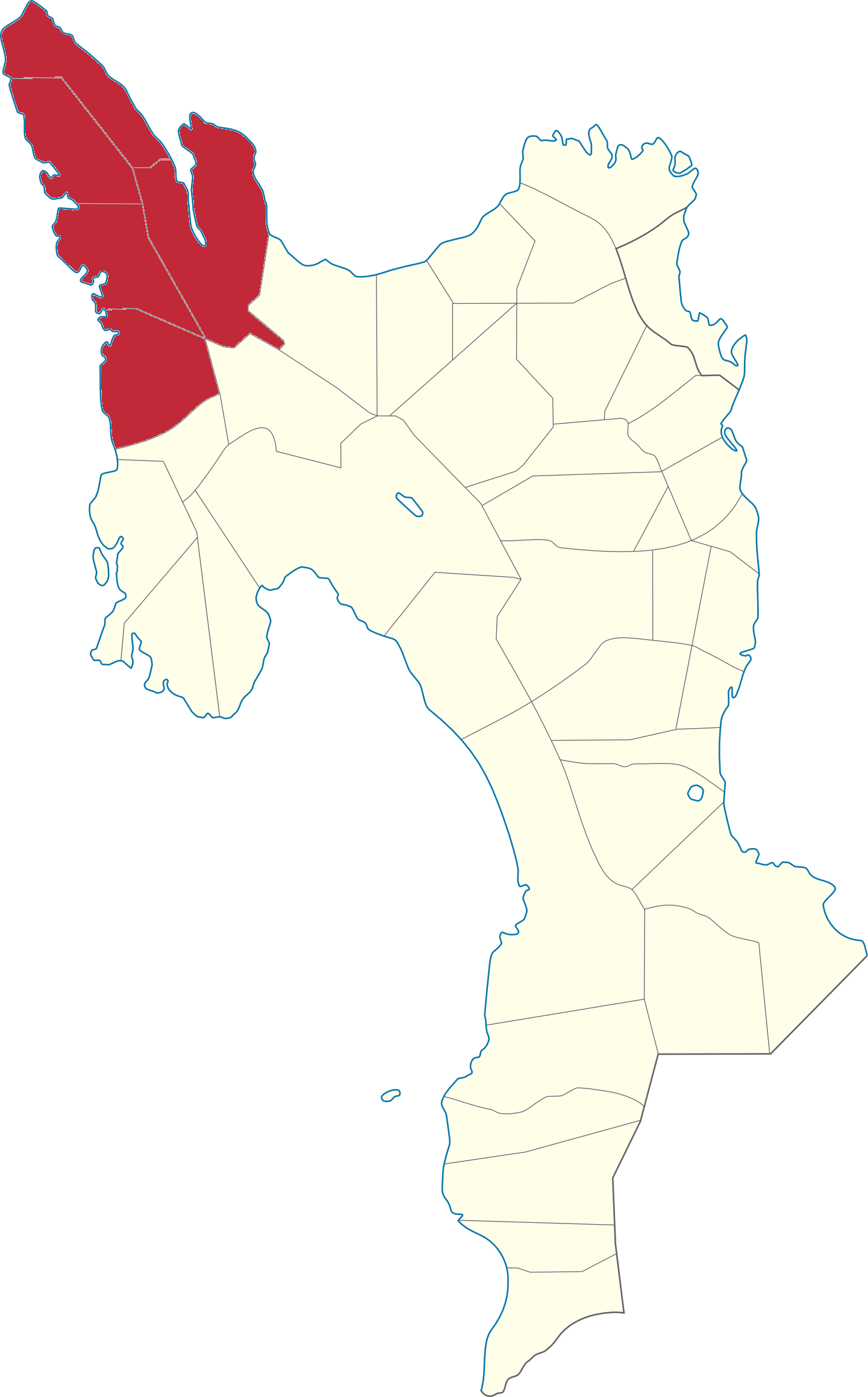
Carte de la troisième circonscription.

- Population (2015) : 179 594

| Période               | Député                     |
| --------------------- | -------------------------- |
| 10e Congrès 1995-1998 | Alberto S. Veloso          |
| 11e Congrès 1998-2001 | Eduardo K. Veloso          |
| 12e Congrès 2001-2004 | Eduardo K. Veloso          |
| 13e Congrès 2004-2007 | Eduardo K. Veloso          |
| 14e Congrès 2007-2010 | Andres D. Salvacion, Jr.   |
| 15e Congrès 2010-2013 | Andres D. Salvacion, Jr.   |
| 16e Congrès 2013-2016 | Andres D. Salvacion, Jr.   |
| 17e Congrès 2016-2019 | Vicente Sofronio E. Veloso |

### 1907-1931
- Municipalités : Abuyog, Barugo, Burauen, Carigara, Dagami, Hinunangan, Jaro, Pastrana, Hinundayan, La Paz, Capoocan, Anahawan

| Période                              | Député               |
| ------------------------------------ | -------------------- |
| 1re législature philippine 1907-1909 | Florentino Peñaranda |
| 2e législature philippine 1909-1912  | Abdon Marchadesch    |
| 3e législature philippine 1912-1916  | Miguel Romualdez     |
| 4e législature philippine 1916-1919  | Segundo Apostol      |
| 5e législature philippine 1919-1922  | Julio Siayangco      |
| 6e législature philippine 1922-1925  | Jose Ma. Veloso      |
| 7e législature philippine 1925-1928  | Ruperto Kapunan      |
| 8e législature philippine 1928-1931  | Jorge B. Delgado     |

### 1931-1961
- Municipalités : Anahawan, Hinunangan, Hinundayan, Libagon, Liloan, Maasin, Macrohon, Malitbog, Pintuyan, San Juan, Sogod, Bontoc, Silago, Saint Bernard, Padre Burgos

| Période                              | Député             |
| ------------------------------------ | ------------------ |
| 9e législature philippine 1931-1934  | Tomas Oppus        |
| 10e législature philippine 1934-1935 | Tomas Oppus        |
| 1re Assemblée nationale 1935-1938    | Tomas Oppus        |
| 2e Assemblée nationale 1938-1941     | Tomas Oppus        |
| 3e Assemblée nationale 1941-1946     | Tomas Oppus        |
| 1er Congrès 1946-1949                | Francisco M. Pajao |
| 2e Congrès 1949-1953                 | Francisco M. Pajao |
| 3e Congrès 1953-1957                 | Francisco M. Pajao |
| 4e Congrès 1957-1961                 | Nicanor E. Yñiguez |

### 1961-1972
- Municipalités : Almeria, Biliran, Cabucgayan, Caibiran, Calubian, Culaba, Isabel, Kawayan, Leyte, Maripipi, Matag-ob, Merida, Naval, Palompon, San Isidro, Tabango, Villaba

| Période              | Député              |
| -------------------- | ------------------- |
| 5e Congrès 1961-1965 | Marcelino R. Veloso |
| 6e Congrès 1965-1969 | Marcelino R. Veloso |
| 7e Congrès 1969-1972 | Marcelino R. Veloso |

### 1987-1995
- Municipalités : Almeria, Biliran, Cabucgayan, Caibiran, Calubian, Culaba, Kawayan, Leyte, Maripipi, Naval, San Isidro, Tabango, Villaba

| Période              | Député            |
| -------------------- | ----------------- |
| 8e Congrès 1987-1992 | Alberto S. Veloso |
| 9e Congrès 1992-1995 | Alberto S. Veloso |

## Quatrième circonscription
- Villes : Ormoc
- Municipalités : Albuera, Isabel, Kananga, Matag-ob, Merida, Palompon

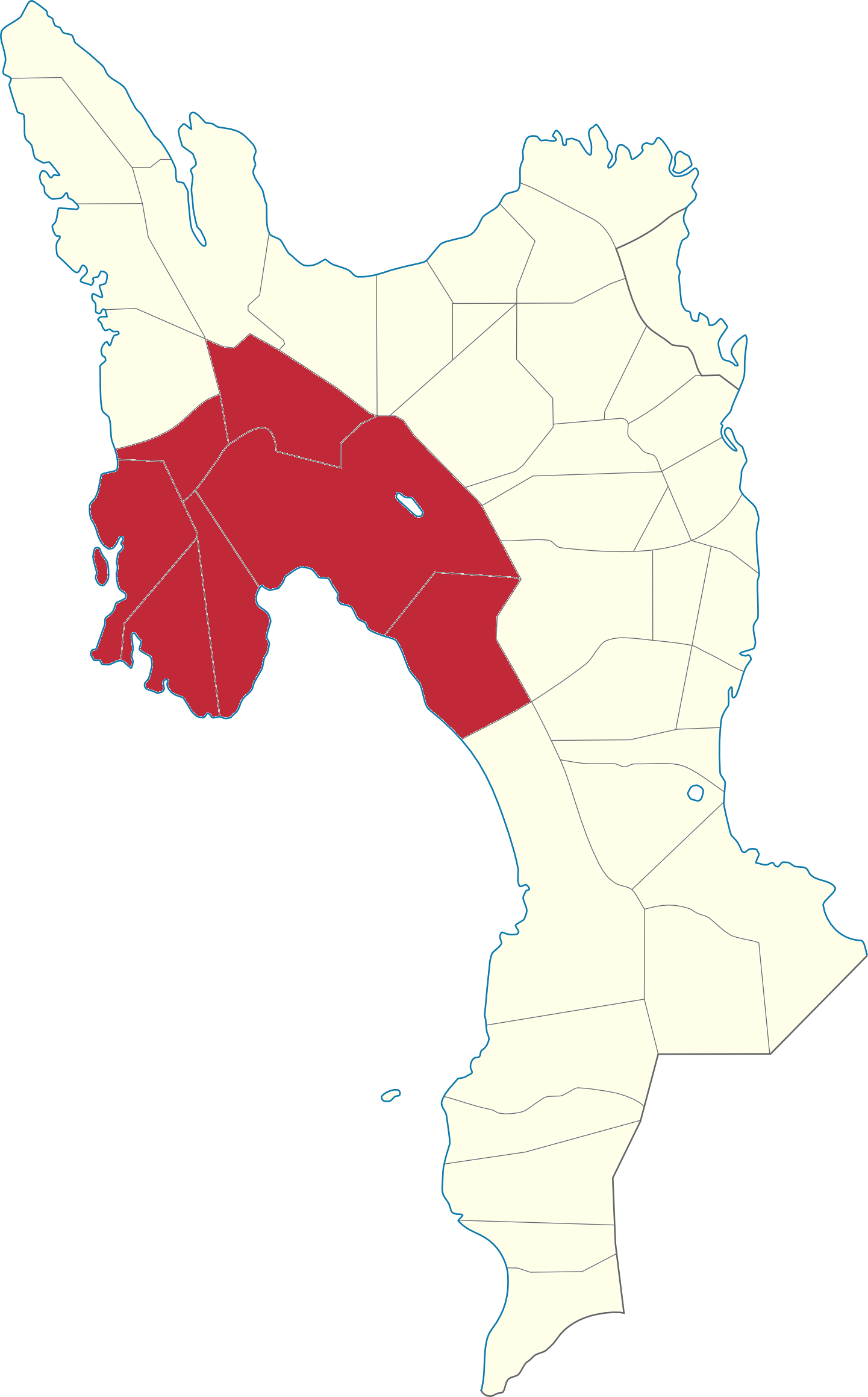
Carte de la quatrième circonscription

- Population (2015) : 471 197

| Période               | Député                    |
| --------------------- | ------------------------- |
| 8e Congrès 1987-1992  | Carmelo J. Locsin         |
| 9e Congrès 1992-1995  | Carmelo J. Locsin         |
| 10e Congrès 1995-1998 | Carmelo J. Locsin         |
| 11e Congrès 1998-2001 | Ma. Victoria L. Locsin    |
| 12e Congrès 2001-2004 | Eufrocino M. Codilla, Sr. |
| 13e Congrès 2004-2007 | Eufrocino M. Codilla, Sr. |
| 14e Congrès 2007-2010 | Eufrocino M. Codilla, Sr. |
| 15e Congrès 2010-2013 | Lucy Marie T. Gomez       |
| 16e Congrès 2013-2016 | Lucy Marie T. Gomez       |
| 17e Congrès 2016-2019 | Lucy Marie T. Gomez       |

### 1907-1931
- Municipalités : Alangalang, Babatngon, Dulag, Palo, Tacloban, Tanauan, Tolosa, San Miguel

| Période                              | Député             |
| ------------------------------------ | ------------------ |
| 1re législature philippine 1907-1909 | Jaime C. De Veyra  |
| 2e législature philippine 1909-1912  | Jaime C. De Veyra  |
| 3e législature philippine 1912-1916  | Francisco D. Enage |
| 4e législature philippine 1916-1919  | Ruperto Kapunan    |
| 5e législature philippine 1919-1922  | Ruperto Kapunan    |
| 6e législature philippine 1922-1925  | Filomeno Montejo   |
| 7e législature philippine 1925-1928  | Filomeno Montejo   |
| 8e législature philippine 1928-1931  | Cirilo Bayaya      |

### 1931-1961
- Municipalités : Abuyog, Babatngon, Dulag, Palo, San Miguel, Tacloban, Tanauan, Tolosa, Santa Fe, MacArthur, Mayorga, Mahaplag, Javier

| Période                              | Député               |
| ------------------------------------ | -------------------- |
| 9e législature philippine 1931-1934  | Cirilo Bayaya        |
| 10e législature philippine 1934-1935 | Fortunato M. Sevilla |
| 1re Assemblée nationale 1935-1938    | Francisco D. Enage   |
| 2e Assemblée nationale 1938-1941     | Norberto Romualdez   |
| 3e Assemblée nationale 1941-1946     | Filomeno Montejo     |
| 1er Congrès 1946-1949                | Juan R. Perez        |
| 2e Congrès 1949-1953                 | Daniel Z. Romualdez  |
| 3e Congrès 1953-1957                 | Daniel Z. Romualdez  |
| 4e Congrès 1957-1961                 | Daniel Z. Romualdez  |

### 1961-1972
- Villes et municipalités : Albuera, Bato, Baybay, Hilongos, Hindang, Inopacan, Kananga, Matalom, Ormoc

| Période              | Député           |
| -------------------- | ---------------- |
| 5e Congrès 1961-1965 | Dominador M. Tan |
| 6e Congrès 1965-1969 | Dominador M. Tan |
| 7e Congrès 1969-1972 | Rodolfo Rivilla  |

## Cinquième circonscription
- Ville : Baybay
- Municipalités : Abuyog, Bato, Hilongos, Hindang, Inopacan, Javier, Mahaplag, Matalom

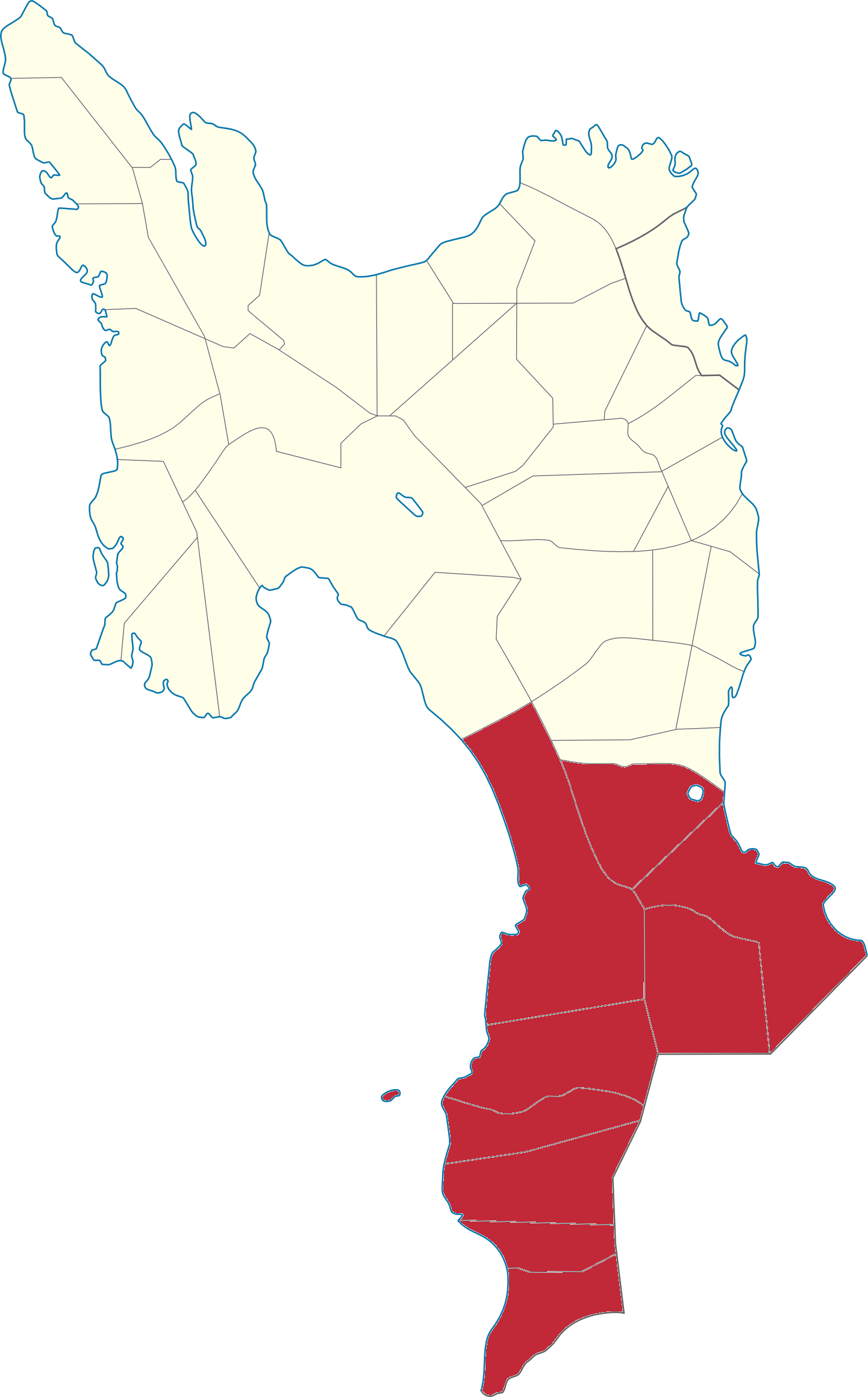
Carte de la cinquième circonscription.

- Population (2015) : 398 587

| Période               | Député                    |
| --------------------- | ------------------------- |
| 8e Congrès 1987-1992  | Eriberto V. Loreto        |
| 9e Congrès 1992-1995  | Eriberto V. Loreto        |
| 10e Congrès 1995-1998 | Eriberto V. Loreto        |
| 11e Congrès 1998-2001 | Ma. Catalina L. Loreto-Go |
| 12e Congrès 2001-2004 | Carmen L. Cari            |
| 13e Congrès 2004-2007 | Carmen L. Cari            |
| 14e Congrès 2007-2010 | Carmen L. Cari            |
| 15e Congrès 2010-2013 | Jose Carlos L. Cari       |
| 16e Congrès 2013-2016 | Jose Carlos L. Cari       |
| 17e Congrès 2016-2019 | Jose Carlos L. Cari       |

### 1931-1961
- Municipalités : Alangalang, Barugo, Burauen, Capoocan, Carigara, Dagami, Jaro, La Paz, Pastrana, Tunga, Julita, Tabontabon

| Période                              | Député           |
| ------------------------------------ | ---------------- |
| 9e législature philippine 1931-1934  | Ruperto Kapunan  |
| 10e législature philippine 1934-1935 | Jorge B. Delgado |
| 1re Assemblée nationale 1935-1938    | Ruperto Kapunan  |
| 2e Assemblée nationale 1938-1941     | Ruperto Kapunan  |
| 3e Assemblée nationale 1941-1946     | Jose Ma. Veloso  |
| 1er Congrès 1946-1949                | Atilano R. Cinco |
| 2e Congrès 1949-1953                 | Atilano R. Cinco |
| 3e Congrès 1953-1957                 | Alberto T. Aguja |
| 4e Congrès 1957-1961                 | Alberto T. Aguja |

## Circonscription plurinominale (disparue)
| Période                       | Député                |
| ----------------------------- | --------------------- |
| Assemblée nationale 1943-1944 | Bernardo Torres       |
| Assemblée nationale 1943-1944 | Jose Ma. Veloso       |
| Batasang Pambansa 1984-1986   | Damian V. Aldaba      |
| Batasang Pambansa 1984-1986   | Artemio E. Mate       |
| Batasang Pambansa 1984-1986   | Emiliano J. Melgazo   |
| Batasang Pambansa 1984-1986   | Benjamin T. Romualdez |
| Batasang Pambansa 1984-1986   | Alberto S. Veloso     |